# Studenterkurset i Sønderjylland
Studenterkurset i Sønderjylland (til daglig STUK) er et studenterkursus oprettet i 1976 som Den sønderjyske kostskole i Christiansfeld, og siden 1995 med det nuværende navn. Skolen flyttede til Toftlund i 1978.
Studenterkurset er en del af den selvejende institution Studenterkurset og Kostskolen i Sønderjylland. Kostskolen omfatter 7.-10. klasse og den gymnasieforberedende Overbygningen 7.-10. klasse. Derudover fra skoleåret 2018-19, starter en 4-6 klasse. Der er tilknyttet en kostafdeling på skolen. 
STUK følger den samme bekendtgørelse som den treårige STX, dog gennemført på to år. Det kan lade sig gøre, blandt andet fordi fag som billedkunst, musik og idræt ikke indgår i fagrækken.
STUK tilbyder som eneste 2-årige gymnasie et kollegie, der kan huse op til 26 elever fordelt på ligeså mange værelser. STUK huser også en kantine.
55°11′34.14″N 9°3′45.06″Ø / 55.1928167°N 9.0625167°Ø